# Ichneumon klagesi
Ichneumon klagesi är en stekelart som beskrevs av Henry Lorenz Viereck 1912. Ichneumon klagesi ingår i släktet Ichneumon och familjen brokparasitsteklar. Inga underarter finns listade i Catalogue of Life.